# Vanessa Rangel (álbum)
Vanessa Rangel é o álbum de estreia da ex-cantora Vanessa Rangel, lançado em 1997. O single "Palpite" foi lançado, aumentando a popularidade da cantora ao fazer parte da trilha sonora da novela Por Amor, da Rede Globo. Pouco tempo depois, a faixa "Leve-me daqui" foi usada na trilha sonora da novela Meu Bem Querer e a faixa "Tudo com Você" foi Usada na trilha sonora da Malhação 2002.

## Faixas[1]
| #  | Título                                                         | Duração |
| -- | -------------------------------------------------------------- | ------- |
| 01 | "Acho que eu vou embora" • Música e letra: Vanessa Rangel      | 4:36    |
| 02 | "Palpite" • Música e letra: V. Rangel                          | 3:52    |
| 03 | "Tá em mim" • Música e letra: V. Rangel                        | 4:26    |
| 04 | "De dentro do carro" • Música e letra: V. Rangel               | 3:56    |
| 05 | "Tudo com você" • Música e letra: V. Rangel                    | 4:14    |
| 06 | "Leve-me daqui" • Música e letra: V. Rangel                    | 4:20    |
| 07 | "Eu ligo o rádio" • Música e letra: V. Rangel                  | 4:01    |
| 08 | "Não estamos sós" • Música e letra: V. Rangel                  | 3:47    |
| 09 | "Down" • Música e letra: V. Rangel                             | 4:01    |
| 10 | "Oitavo andar" • Música e letra: V. Rangel                     | 3:59    |
| 11 | "Acontece" • Música e letra: Cartola                           | 3:28    |
| 12 | "Acho que eu vou embora (Vinheta)" • Música e letra: V. Rangel | 1:59    |